# ゲオルク・アウグスト (ナッサウ＝イトシュタイン伯)

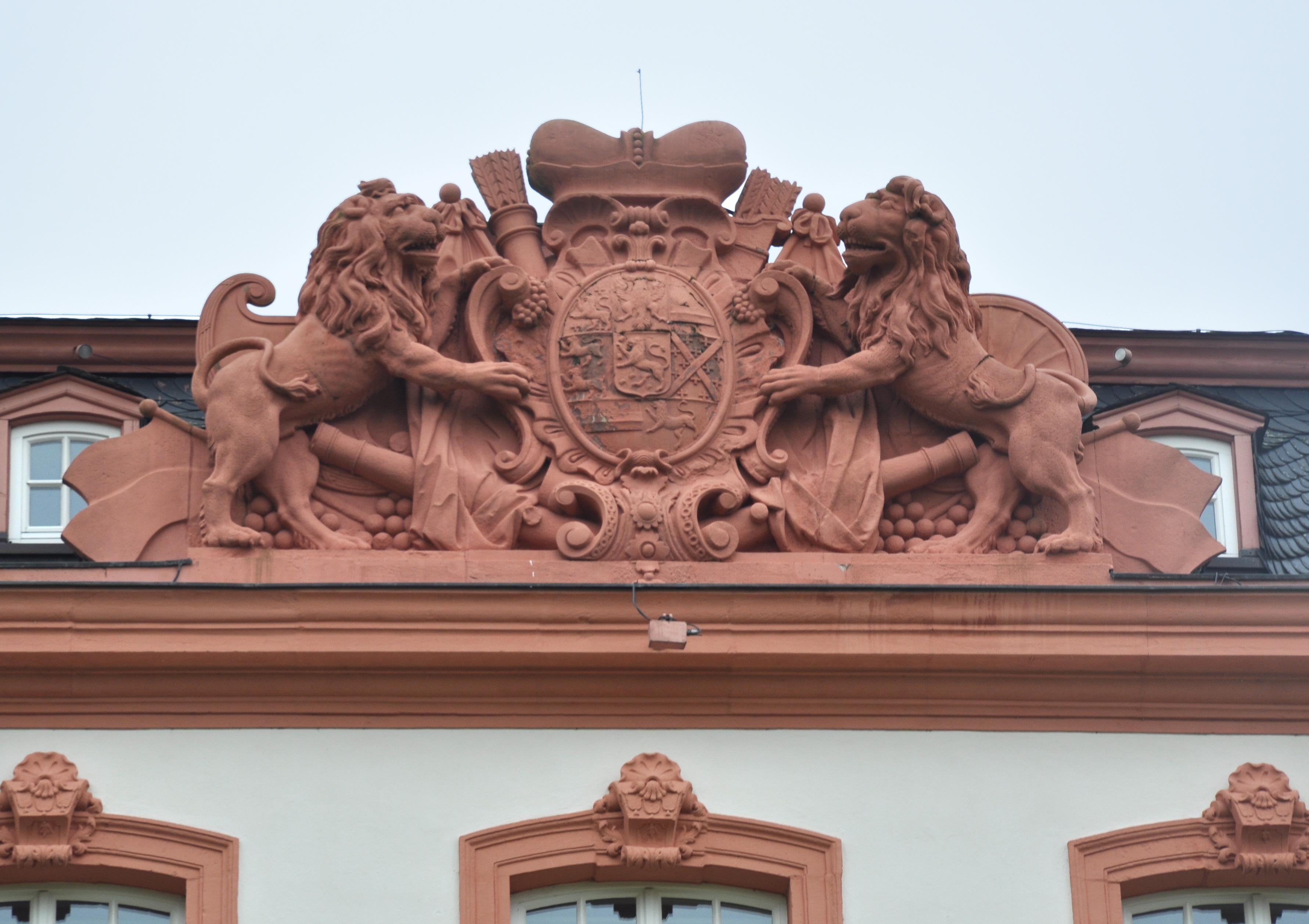
ビープリヒ宮殿に飾られているゲオルク・アウグストの紋章

ゲオルク・アウグスト・ザムエル（ドイツ語：Georg August Samuel, Gf. von Nassau-Idstein, 1665年2月26日 - 1721年10月26日）は、ナッサウ＝イトシュタイン伯（在位：1677年 - 1688年）、ナッサウ＝イトシュタイン侯（在位：1688年 - 1721年）。ヴィースバーデンに主に拠点を構えた。

## 生涯
1677年に父ヨハンが亡くなったとき、ゲオルク・アウグストはまだ12歳であった。ライニンゲン＝ダグスブルク伯ヨハン・カスパルおよびゾルムス伯ヨハン・アウグストが摂政として政権を握った。ゲオルク・アウグストはギーセン、ストラスブール、パリで学び、後にイングランドとブラバントで学んだ。グランドツアー中にヨーロッパのいくつかの宮廷を訪問し、特にベルサイユ宮殿に感銘を受けた。1683年、ウィーン包囲戦とウィーン戦闘の際にはウィーン防衛に参加した。その1年後、18歳の誕生日にナッサウ＝イトシュタイン伯となった。さらに1688年8月4日、皇帝レオポルト1世はウィーンでの功績と多額の献金に対する褒賞として、ゲオルク・アウグストを侯爵に陞爵させた。
11月22日に、エッティンゲン＝エッティンゲン侯アルブレヒト・エルンスト1世とクリスティアーネ・フリーデリケ・フォン・ヴュルテンベルクの娘ヘンリエッテ・ドロテア・フォン・エッティンゲン（1672年11月14日 - 1728年5月23日）と結婚した。2人の間には3男9女の計12人の子供が生まれた。しかし、3男2女は幼少期に亡くなった。
ヴィースバーデンの町およびナッサウ＝イトシュタイン伯領は、三十年戦争と1675年のペスト流行で大きな被害を受けた。1,800人の住民のうち、生き残ったのはわずか数十人であった。ゲオルク・アウグストの治世中、ヴィースバーデンおよびナッサウ＝イトシュタイン伯領は大きな復興を遂げた。ゲオルク・アウグストは数多くの建築物の建設に着手した。イトシュタインの宮殿を完成させ、ヴィースバーデンにヘレンガルテン公園やフェザンツ公園、ビーブリヒのライン川岸にフランス式庭園を建設し、ヴィースバーデンの宮殿を改築した。後のビーブリヒ宮殿の将来のうち、ゲオルク・アウグストの生存中に完成したのはガーデンハウスのみであった。
ゲオルク・アウグストは1721年8月に天然痘で死去し、末娘2人も同年に天然痘で死去した。

## 子女
- フリードリヒ・エルンスト（1689年8月27日 - 1690年3月21日） - 早世
- クリスティアーネ・ルイーゼ（1691年3月31日 - 1723年4月13日） - 1709年9月23日にオストフリースラント侯ゲオルク・アルブレヒトと結婚
- シャルロッテ・エーバーハルディネ（1692年7月16日 - 1693年2月6日） - 早世
- ヘンリエッテ・シャルロッテ（1693年11月9日 - 1734年4月8日） - 1711年11月4日にザクセン＝メルゼブルク公マウリッツ・ヴィルヘルムと結婚
- エレオノーレ・シャルロッテ（1696年11月28日 - 12月8日） - 早世
- アルベルティーネ・ユリアネ（1698年3月29日 - 1722年10月9日） - 1713年2月14日にザクセン＝アイゼナハ公ヴィルヘルム・ハインリヒと結婚
- アウグステ・フリーデリケ（1699年8月17日 - 1750年6月8日） - 1723年8月17日にナッサウ＝ヴァイルブルク侯カール・アウグストと結婚
- ヨハンネッテ・ヴィルヘルミーネ（1700年9月14日 - 1756年6月2日） - 1719年10月16日にシモン・ハインリヒ・アドルフ・ツア・リッペ＝デトモルトと結婚
- フリードリヒ・アウグスト（1702年4月30日 - 1703年1月30日） - 早世
- ヴィルヘルム・ザムエル（1704年2月14日 - 1704年5月4日） - 早世
- エリーザベト・フランツィスカ（1708年9月17日 - 1721年11月7日）
- ルイーゼ・シャルロッテ（1710年3月17日 - 1721年11月4日）